# Kim Ryeo-wook
 (octobre 2021).
Si vous disposez d'ouvrages ou d'articles de référence ou si vous connaissez des sites web de qualité traitant du thème abordé ici, merci de compléter l'article en donnant les références utiles à sa vérifiabilité et en les liant à la section « Notes et références ».
Kim Ryeowook (né le 21 juin 1987 à Incheon), mieux connu sous le surnom de Ryeowook, est un chanteur, compositeur et danseur sud-coréen, occasionnellement acteur. Il est l'un des trois chanteurs solistes du groupe Super Junior, et est également membre des sous-groupes Super Junior-K.R.Y et Super Junior-M, ramifiés au groupe principal. Comme quatre autres membres de Super Junior, il est l'un des premiers artistes coréens à apparaître sur les timbres-poste chinois.

## Biographie
Kim Ryeowook a été découvert lors du Festival de la jeunesse CMB Chinchin en 2004. Il a signé par la suite un contrat avec SM Entertainment. Formé dans les zones de chant, de danse, et de théâtre, Ryeowook a mis des efforts particuliers dans sa formation vocale ainsi que dans la composition en musique. Il joue du piano, et joue aussi de temps en temps l'accompagnement dans les chansons des autres membres solos lors de concerts.

## Filmographie

### Films
| Année | Titre                     |
| ----- | ------------------------- |
| 2007  | Attack on the Pin-Up Boys |
| 2010  | Super Show 3 (3D)         |
| 2012  | I AM                      |
| 2013  | Super Show 4 (3D)         |

### Dramas
| Année | Titre          | Rôle                | Chaîne | Anecdote                                                                                       |
| ----- | -------------- | ------------------- | ------ | ---------------------------------------------------------------------------------------------- |
| 2009  | Stage of Youth | Xiu Lo (apparition) | CCTV   | Ryeowook rencontre notamment Han Geng, ancien membre des Super Junior, qui joue dans le drama. |

## Radio Shows
| Période             | Titre                       | Rôle | Radio  |
| ------------------- | --------------------------- | ---- | ------ |
| 2011 - Actuellement | Super Junior Kiss The Radio | Hôte | Sukira |

## Discographie

### Comédie musicale
| Année | Titre                | Rôle         |
| ----- | -------------------- | ------------ |
| 2011  | Temptation of Wolves | Jung Taesung |
| 2013  | High School Musical  | Troy Bolton  |

### Collaborations
| Date               | Album                               | Featuring |
| ------------------ | ----------------------------------- | --------- |
| 12 novembre 2008   | MIROTIC [Type C]                    | Kyuhyun   |
| 1er septembre 2009 | Full Of Hope                        |           |
| 17 avril 2010      | MIROTIC [Platinium Special Edition] | Kyuhyun   |
| 29 septembre 2010  | When Falling in Love with a Friend  | Beige     |

### OST
| Date             | Drama                                     | Titre                  |
| ---------------- | ----------------------------------------- | ---------------------- |
| 4 avril 2007     | H.I.T.                                    | Success + H.I.T.       |
| 26 juillet 2007  | Attack on the Pin-Up Boys                 | Wonder Boy             |
| 22 novembre 2007 | Thirty Thousand Miles In Search of My Son | Our Love               |
| 20 mai 2010      | Dream Come True                           | Victory Korea          |
| 8 octobre 2010   | Haru                                      | Angel                  |
| 11 novembre 2010 | Home Sweet Home                           | Smile Again            |
| 15 décembre 2010 | The President                             | Biting my Lips         |
| 22 décembre 2010 | It's Okay, Daddy's Girl                   | Just Like Now          |
| 18 juillet 2011  | Spy Myung-wol                             | If You Love Me More    |
| 18 janvier 2012  | Yoon Il Sang 21th Anniversary             | I'm 21 + Reminiscence  |
| 2013             | High School Musical                       | Start Of Something New |